# Bhut Nal
Der Bhut Nal ist ein 30 km (einschließlich Hauptquellfluss Dharlang 75 km) langer rechter Nebenfluss des Chanab im indischen Unionsterritorium Jammu und Kashmir. 

## Verlauf
Der Bhut Nal durchfließt den Kishtwar-Himalaya im Südosten des Distrikts Kishtwar. Er entsteht 3,4 km östlich der Pilgerstätte Machail (⊙) auf einer Höhe von etwa 2866 m am Zusammenfluss von Dharlang (links; 45 km lang) und Bhuzas Nala (rechts, 11,5 km lang). Beide Quellflüsse werden von mehreren Gletschern gespeist, die sich jedoch alle stark im Rückzug befinden. Der Bhut Nal fließt anfangs knapp 5 km nach Westen. Unterhalb von Machail mündet der Bhuzan Nal (24 km lang) von rechts in den Bhut Nal. Dieser wendet sich allmählich in Richtung Westsüdwest und passiert das Dorf Chositi (alternative Namen: Chashot, Chashoti, Chasoti) (⊙). Etwa ab Flusskilometer 11 wendet sich Bhut Nal in Richtung Südsüdwest und mündet bei der Kleinstadt Gulabgarh auf einer Höhe von etwa 1802 m in den Chanab. Entlang dem Fluss verläuft ein Pilgerweg nach Machail, wo sich ein Hindu-Tempel befindet. 

## Geschichte
Im August 2025 kam es bei dem Dorf Chositi (oder Chasoti) unweit von Machail aufgrund starker Niederschläge zu Sturzfluten mit mindestens 60 Toten, hauptsächlich Pilger auf dem Weg vom oder zum Hindu-Tempel in Machail.

## Einzugsgebiet
Das Einzugsgebiet des Bhut Nal ist etwa 1474 km² groß. Es liegt auf der Südseite der "Great Himalaya Range", ein teils vergletscherter Gebirgszug des westlichen Himalaya, der in NW-SO-Richtung verläuft. Im Norden des Einzugsgebietes sowie entlang der nördlichen Wasserscheide erheben sich mehrere beliebte Kletterberge, darunter Arjuna (6230 m), Barnaj II (6290 m), Hagshu (6515 m), Chomochior (6322 m), Cerro Kishtwar (6155 m), Kishtwar Shivling (5935 m) und Kishtwar Kailash (6451 m).